# Hannsjön, Södermanland
Hannsjön är en sjö i Nyköpings kommun i Södermanland och ingår i Kilaåns huvudavrinningsområde. Sjön har en area på 0,0995 kvadratkilometer och ligger 2 meter över havet. Hannsjön ligger i Kilaån Natura 2000-område. Sjön avvattnas av vattendraget Kilaån.

## Delavrinningsområde
Hannsjön ingår i det delavrinningsområde (651329-154930) som SMHI kallar för Utloppet av Hannsjön. Medelhöjden är 44 meter över havet och ytan är 50,28 kvadratkilometer. Räknas de 30 avrinningsområdena uppströms in blir den ackumulerade arean 284,69 kvadratkilometer. Avrinningsområdets utflöde Kilaån mynnar i havet. Avrinningsområdet består mestadels av skog (59 procent), öppen mark (10 procent) och jordbruk (26 procent). Avrinningsområdet har 0,09 kvadratkilometer vattenytor vilket ger det en sjöprocent på 0,2 procent.